# Primeira Guerra da Indochina
A Primeira Guerra da Indochina (habitualmente referida como Guerra da Indochina, em França, e como Guerra de Resistência Antifrancesa, no atual Vietname) teve início na Indochina Francesa (ou Federação Indochinesa, que incluía também os atuais Laos e Camboja), a 19 de dezembro de 1946, prolongando-se até 1.º de agosto de 1954, opondo as forças do Corpo Expedicionário Francês no Extremo Oriente (Corps expéditionnaire français en Extrême-Orient - CEFEO), com o apoio dos Estados Unidos, e o Việt Minh (República Democrática do Vietname ou Frente para a independência do Vietname) nacionalista e comunista, apoiado pela China e pela União Soviética.
Após os acordos de Genebra, o conflito levou ao fim da Federação Indochinesa e à partição do território do Vietnã em dois estados rivais: a República Democrática do Vietnã (Vietnã do Norte) e a República do Vietnã (Vietnã do Sul). A guerra da Indochina resultou em mais de 500 000 vítimas e foi seguida pela Guerra do Vietnã (1955-1975).

## Histórico
Os combates entre as forças francesas e os seus oponentes Viet Minh no Sul datam de setembro de 1945. O conflito envolveu, de um lado, o Corpo Expedicionário Francês do Extremo Oriente da União Francesa, apoiado pelo Exército Nacional Vietnamita do antigo imperador Bao Dai; do outro, o Viet Minh, liderado por Ho Chi Minh, e o Exército do Povo do Vietname, sob o comando de Vo Nguyen Giap. A maioria dos combates teve lugar em Tonkin, na porção norte do atual Vietname, embora todo o país estivesse envolvido na guerra, que chegou também aos protetorados franceses do Laos e Cambodja.

Na Conferência de Potsdam, em julho de 1945, o Comando do Estado-Maior Combinado americano-britânico decidiram que a Indochina, ao sul da latitude 16° norte, seria incluída no Comando do Sudeste Asiático chefiado pelo almirante Mountbatten. As forças japonesas localizadas ao sul dessa linha renderam-se a Mountbatten, e as localizadas ao norte, ao generalíssimo Chiang Kai-shek. Em setembro de 1945, as forças chinesas entraram em Tonkin e uma pequena força britânica desembarcou em Saigão. Os chineses aceitaram o governo vietnamita de Ho Chi Minh, então no poder em Hanói. Os britânicos recusaram-se a fazer o mesmo em Saigão, e passaram o governo para os franceses lá presentes, contra o ostensivo apoio das autoridades do Viet Minh pelos representantes americanos do Gabinete de Serviços Estratégicos (OSS). No Dia V-J, 2 de Setembro, Ho Chi Minh proclamou em Hanói o estabelecimento da República Democrática do Vietname (DRV). O DRV governou como a única administração civil em todo o Vietname durante 20 dias, a seguir à abdicação do imperador Bao Dai, que governou sob administração japonesa, sendo, por isso, considerado um "fantoche japonês" pelo Viet Minh. A 23 de Setembro de 1945, com o conhecimento do comandante britânico em Saigão, as forças  francesas depuseram o governo local da DRV, e declararam que a autoridade francesa foi reposta na Cochinchina. A guerra de guerrilha começou em Saigão logo de seguida. Os primeiros anos da guerra foram marcados por pequenas revoltas contra os franceses. Contudo, após os chineses comunistas terem chegado à fronteira norte com o Vietname em 1949, o conflito mudou de natureza passando a ser de guerra convencional entre dois exércitos equipados com armamento moderno fornecido pelos Estados Unidos e pela União Soviética. As forças da União Francesa incluíam tropas coloniais do antigo império (marroquinas, argelinas, tunisinas, do Laos, cambodjanas e minorias étnicas vietnamitas), tropas profissionais francesas e unidades da Legião Estrangeira Francesa. A utilização de recrutas metropolitanos foi proibida pelo governo para não tornar a guerra mais impopular em França. Os esquerdistas em França chamavam o conflito de "guerra suja" (la sale guerre).

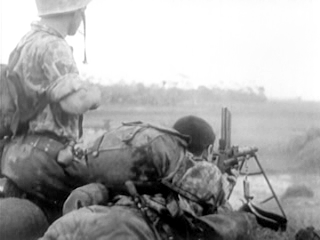
Tropas francesas combatem uma emboscada do Việt Minh em 1953

A estratégia de forçar o Viet Minh a atacar as bases bem defendidas, em partes remotas do país, no final dos seus caminhos logísticos, foi colocada em prática na Batalha de Na San. Contudo, esta base era algo fraca por causa da falta de cimento e de aço. Os esforços franceses tornaram-se ainda mais difíceis devido ao terreno nada propício — a selva — à utilização de tanques, à falta de aviões para apoio aéreo e bombardeamento de tapete, e à utilização de recrutas estrangeiros de outras colónias francesas (principalmente da Argélia, Marrocos e até Vietname). Võ Nguyên Giáp, no entanto, utilizou novas e eficientes tácticas de fogo de artilharia directa, emboscadas concentração de armas anti-aérea para impedir abastecimentos terrestres e aéreos, juntamente com uma estratégia de recrutamento soldados facilitada pelo apoio popular, uma doutrina de guerrilha e formação realizada na China, e a utilização de material de guerra simples e seguro da União Soviético. Este conjunto de medidas mostrou-se fatal as bases defensivas, culminando numa derrota decisiva francesa na Batalha de Dien Bien Phu.
Na Conferência Internacional de Genebra de 21 Julho de 1954, o novo governo socialista francês e o Viet Minh fizeram um acordo o qual foi denunciado pelo Estado do Vietname e  pelos Estados Unidos, mas que entregou o controlo, de forma efectiva, do Vietname do Norte ao Viet Minh acima do 17.º paralelo. O sul continuou sob a administração do imperador Bao Dai. Um ano mais tarde, Bao Dai seria deposto pelo seu primeiro-ministro, Ngo Dinh Diem, criando a República do Vietname. Cedo, uma insurreição, apoiada pelo norte, levantou-se contra o governo de Diem. Gradualmente, o conflito desenvolveu-se até dar origem à Guerra do Vietname.